# Börtingtjärnen (Stensele socken, Lappland, 723565-152770)
Börtingtjärnen är en sjö i Storumans kommun i Lappland och ingår i Umeälvens huvudavrinningsområde. Sjön har en area på 0,0814 kvadratkilometer och ligger 492,5 meter över havet.

## Delavrinningsområde
Börtingtjärnen ingår i det delavrinningsområde (723466-152818) som SMHI kallar för Mynnar i Långvattsbäcken. Medelhöjden är 505 meter över havet och ytan är 7,54 kvadratkilometer. Det finns inga avrinningsområden uppströms utan avrinningsområdet är högsta punkten. Vattendraget som avvattnar avrinningsområdet har biflödesordning 3, vilket innebär att vattnet flödar genom totalt 3 vattendrag innan det når havet efter 311 kilometer. Avrinningsområdet består mestadels av skog (99 procent). Avrinningsområdet har 0,08 kvadratkilometer vattenytor vilket ger det en sjöprocent på 1,4 procent.